# Luis Islas
Luis Alberto Islas (Buenos Aires, 22 de diciembre de 1965) es un exfutbolista y actual entrenador argentino que se desempeñaba como arquero. Su último equipo como director técnico fue del Ayacucho FC que participa en la primera división del fútbol profesional peruano.
Pasó por varios clubes, alcanzando su mejor nivel en Independiente, de Argentina. Fue campeón del mundo en el Mundial 1986, y el arquero titular de la Selección Argentina durante el mundial 1994. 
Después de su retiro se sumó al cuerpo técnico de Alfio Basile como su entrenador de arqueros, ocupando ese puesto hasta el 2011. En 2012 se sumó al cuerpo técnico de Diego Maradona, siendo también su entrenador de arqueros hasta el 2019. En ese año comenzó su carrera como director técnico (se había recibido en 2011) y tuvo un breve paso por la Reserva de Estudiantes.

## Historia

### Chacarita Juniors
Surgido en las divisiones inferiores de Chacarita Juniors, debutó en la primera tricolor el 13 de febrero de 1982 por la segunda fecha del campeonato de la B. En cancha de Banfield, su equipo derrotó 1 a 0 al Taladro con gol de Jorge García Melado. Islas tenía 16 años recién cumplidos.

### Estudiantes de La Plata
Sus notables actuaciones llamaron la atención de muchos clubes de Primera División. A comienzos de 1983 fue contratado por Estudiantes de La Plata. Defendiendo la meta Pincharrata disputó 106 partidos. Muy querido en La Plata, tuvo actuaciones que lo catapultaron al seleccionado nacional con apenas 18 años en 1984.

### Independiente
Durante la Copa del Mundo 1986 fue transferido al Club Atlético Independiente. Avellaneda fue su lugar en el mundo: amado por los hinchas, tuvo actuaciones memorables. Su debut en Independiente se produjo el 13 de julio de 1986 contra Platense. El 18 de julio de 1987, enfrentando a Unión Atlético Táchira por la Copa Libertadores de América de ese año, recibió un gol de arco a arco por parte del arquero uruguayo-venezolano Daniel Francovig. A mediados de aquel año se peleó con el entrenador Jorge Solari, lo que motivó su salida. Su primer paso por Avellaneda se extendió entre 1986 y 1988.

### Logroñés
A mediados de 1988 fue vendido al Atlético de Madrid donde no jugó ningún partido y fue cedido al Club Deportivo Logroñés donde obtuvo el reconocimiento de mejor arquero de la liga española '89/'90.

### Regreso a Independiente
A mediados de 1991 Independiente volvió a comprarlo, alcanzando el más alto nivel de su carrera. Obtuvo el campeonato local Torneo Clausura 1994, la Supercopa Sudamericana de ese mismo año, y Recopa Sudamericana 1995. Jugando para Independiente, también obtuvo un reconocimiento poco usual en Argentina, al irse aplaudido de la cancha de Boca Juniors por la parcialidad local después de una actuación memorable. Figura del ciclo triunfal de Miguel Ángel Brindisi, dejó el club en 1995, envuelto en conflicto con el director técnico.

### Newell's Old Boys
En 1995 pasó a Newell's Old Boys, donde solo jugó 15 partidos.

### Platense
En 1996 fichó para Platense, donde jugó 10 partidos.

### Toluca
A mediados de 1996 fue transferido al Club Deportivo Toluca de México, donde tuvo muy buenas actuaciones. En 1997 Toluca contrató a Enrique Meza como técnico, quien tiempo después desafectó a Islas del plantel.

### Huracán
En 1998 regresó a la Argentina, siendo adquirido por Huracán, club del cual es confeso hincha.

### Tigre
A mediados de 1999 fue transferido a Tigre, jugando solo 12 partidos en el Campeonato de Primera B Nacional.

### Club León
En julio de 2000 regresó a México y jugó en el León. 

### Talleres de Córdoba
A mediados de 2002 regresó a su país y fue adquirido por Talleres de Córdoba, donde tuvo un muy buen rendimiento.

### Retiro en Independiente
Finalmente, en julio de 2003 regresó a Independiente, club en el que estuvo durante tres períodos distintos y donde finalizaría su carrera profesional. El último de sus 241 partidos lo jugó el 4 de octubre de 2003 enfrentando a Colón.

## Selección nacional
En la selección nacional fue el arquero titular del equipo subcampeón mundial juvenil en 1983, donde fue elegido como el tercer mejor jugador de la competencia. Debutó en la Selección Mayor en 1984 con tan solo 18 años. Luego, fue el segundo arquero durante el Mundial de México en 1986, en el que se consagró campeón. Atajó en las Copas América de 1987 y 1989. En 1988 fue titular en los Juegos Olímpicos de Seúl. En 1989 renunció a la selección antes del Mundial de Italia 1990, al no garantizarle el técnico Carlos Salvador Bilardo la titularidad. En 1992 volvió a la selección, formando parte de los planteles campeones de la Copa Confederaciones 1992 y Copa América 1993. Si bien Goycochea fue el primer arquero durante las eliminatorias del Mundial 1994, el técnico Alfio Basile resolvió darle la titularidad a Islas en la Copa Mundial de Fútbol de 1994.

### Participaciones en Copas del Mundo
| Mundial                 | Sede           | Resultado        | Partidos | Goles Recib. |
| ----------------------- | -------------- | ---------------- | -------- | ------------ |
| Mundial Juvenil de 1983 | México         | Subcampeón       | 6        | -2           |
| Copa Mundial de 1986    | México         | Campeón          | 0        | 0            |
| Copa Mundial de 1994    | Estados Unidos | Octavos de final | 4        | -6           |
| Total                   | Total          | Total            | 10       | -8           |

### Participaciones en Juegos Olímpicos
| Edición                       | Sede          | Resultado        | Partidos | Goles recib. |
| ----------------------------- | ------------- | ---------------- | -------- | ------------ |
| Juegos Olímpicos de Seúl 1988 | Corea del Sur | Cuartos de final | 4        | 5            |

### Participaciones en Copa América
| Ediciones         | Sede      | Resultado     | Partidos | Goles Recib. |
| ----------------- | --------- | ------------- | -------- | ------------ |
| Copa América 1987 | Argentina | Cuarto puesto | 4        | 4            |
| Copa América 1989 | Brasil    | Tercer puesto | 2        | 0            |
| Copa América 1993 | Ecuador   | Campeón       | 0        | 0            |
| Total             | Total     | Total         | 6        | -4           |

## Trayectoria

### Como jugador
| Club              | País      | Período   | Partidos |
| ----------------- | --------- | --------- | -------- |
| Chacarita Juniors | Argentina | 1982      | 27       |
| Estudiantes (LP)  | Argentina | 1983-1986 | 115      |
| Independiente     | Argentina | 1986-1988 | 64       |
| Logroñes          | España    | 1988-1989 | 45       |
| Independiente     | Argentina | 1990-1995 | 166      |
| Newell's Old Boys | Argentina | 1995-1996 | 16       |
| Platense          | Argentina | 1996      | 16       |
| León              | México    | 1996-1997 | 21       |
| Huracán           | Argentina | 1997-1998 | 18       |
| Toluca            | México    | 1998-1999 | 60       |
| Tigre             | Argentina | 1998-1999 | 12       |
| Talleres (Cba)    | Argentina | 2002      | 36       |
| Independiente     | Argentina | 2003      | 11       |
| Total             | Total     | Total     | 608      |

### Como entrenador
| Club              | País      | Año           | PJ | PG | PE | PP | GF | GC | DG | Efectividad |
| ----------------- | --------- | ------------- | -- | -- | -- | -- | -- | -- | -- | ----------- |
| Aurora            | Bolivia   | 2006          | ?  | ?  | ?  | ?  | ?  | ?  | ?  | ?           |
| Almagro           | Argentina | 2006 - 2007   | ?  | ?  | ?  | ?  | ?  | ?  | ?  | ?           |
| Aurora            | Bolivia   | 2007          | ?  | ?  | ?  | ?  | ?  | ?  | ?  | ?           |
| Central Norte     | Argentina | 2011          | ?  | ?  | ?  | ?  | ?  | ?  | ?  | ?           |
| Racing de Córdoba | Argentina | 2012 - 2014   | ?  | ?  | ?  | ?  | ?  | ?  | ?  | ?           |
| Sol de América    | Paraguay  | 2020          | 6  | 2  | 1  | 3  | 7  | 11 | -4 | 38.89%      |
| Sol de Mayo       | Argentina | 2021          | 20 | 9  | 8  | 3  | 25 | 16 | +9 | 58.33%      |
| Desamparados      | Argentina | 2022          | 7  | 1  | 2  | 4  | 4  | 10 | -6 | 28.57%      |
| Sacachispas       | Argentina | 2023          | 8  | 2  | 1  | 5  | 7  | 11 | -4 | 29.17%      |
| Ayacucho FC       | Perú      | 2025-presente | 3  | 1  | 0  | 2  | 2  | 5  | -3 | 33.33%      |
| Total             | Total     | Total         | 45 | 16 | 12 | 17 | 45 | 53 | -8 | 44.44%      |

## Palmarés

### Campeonatos nacionales
| Título           | Club                    | Sede       | Año    |
| ---------------- | ----------------------- | ---------- | ------ |
| Primera División | Estudiantes de La Plata | Avellaneda | N-1983 |
| Primera División | Independiente           | Avellaneda | C-1994 |

### Campeonatos internacionales
| Título                    | Club/Selección | Sede       | Año  |
| ------------------------- | -------------- | ---------- | ---- |
| Copa Mundial de la FIFA   | Argentina      | México DF  | 1986 |
| Copa FIFA Confederaciones | Argentina      | Riad       | 1992 |
| Copa América              | Argentina      | Guayaquil  | 1993 |
| Supercopa Sudamericana    | Independiente  | Avellaneda | 1994 |
| Recopa Sudamericana       | Independiente  | Tokio      | 1995 |

### Distinciones individuales
| Distinción                                        | Año  |
| ------------------------------------------------- | ---- |
| Balón de Bronce en Copa Mundial de Fútbol Juvenil | 1983 |
| Olimpia de Plata al Mejor Futbolista del Año      | 1992 |

| Predecesor: Óscar Ruggeri | Futbolista Argentino del Año 1992 | Sucesor: Ramón Medina Bello |